# Saint-Brice, Manche
Saint-Brice är en kommun i departementet Manche i regionen Normandie i norra Frankrike. Kommunen ligger i kantonen Avranches som tillhör arrondissementet Avranches. År 2022 hade Saint-Brice 136 invånare.

## Befolkningsutveckling
Antalet invånare i kommunen Saint-Brice
| Referens: INSEE |